# Schloss Sankt Johannis

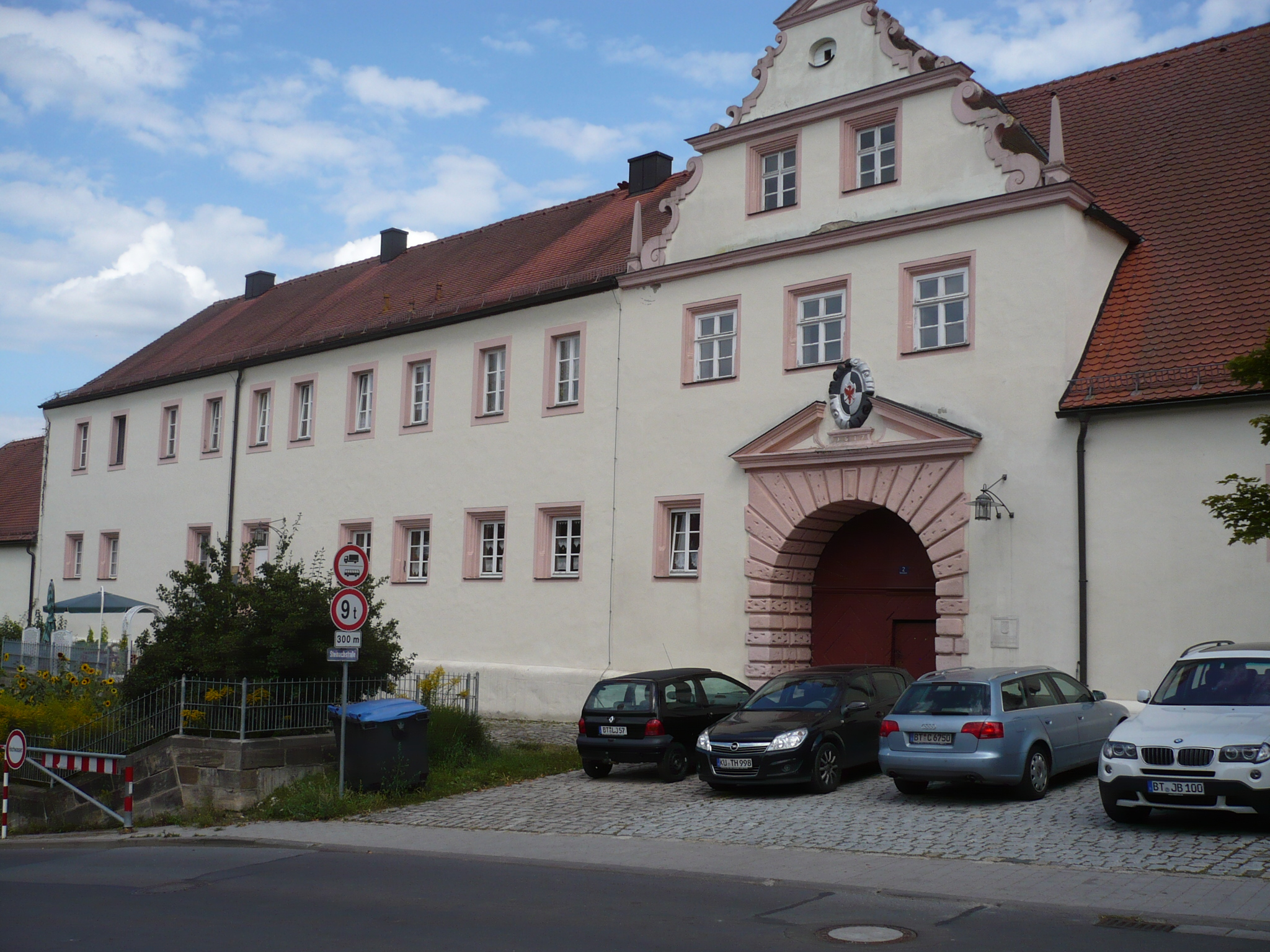
Schloss Sankt Johannis

Das Schloss Sankt Johannis ist ein ehemaliges Schloss in Bayreuth-Sankt Johannis. Heute ist es ein landwirtschaftlicher Betrieb der Justizvollzugsanstalt St. Georgen-Bayreuth.

## Geschichte
Sankt Johannis ist vermutlich älter als die Stadt Bayreuth. Aus dem Jahr 1441 lässt sich im Bereich der Flur ein Burgstall nachweisen, der um 1451 wieder aufgebaut wurde. 1557 erhielt Georg Imhof zu Sankt Johannis den „Ansitz zu Trebgast auf dem Hofe“ als markgräfliches Lehen, 1576 nannte er sich „Georg Imhoff zu Altentrebgast auf dem Hoff, itzt Sanct Johannis genannt“.  1616 kam es in markgräflichen Besitz, das zugehörige Waldareal wurde ab 1664 ein umzäunter Jagd- und Tiergarten. Das Gebäude gelangte Mitte des 18. Jahrhunderts in Privatbesitz und wurde ab 1845 als „Schiedelsches Brauereigut“ genutzt. Seit 1957 ist es ein landwirtschaftlicher Betrieb der Justizvollzugsanstalt St. Georgen-Bayreuth.

## Baubeschreibung
Das Schloss ist als Baudenkmal in der Liste der Baudenkmäler in Bayreuth folgendermaßen beschrieben:
Ehemaliges Schloss St. Johannis, jetzt Justizvollzugsanstalt: Dreigeschossiger Sandsteinquaderbau mit Satteldach und Treppenturm, 16. Jahrhundert (Aktennummer D-4-62-000-410)
Ehemaliges Schloss St. Johannis, Westflügel mit Torhaus: Zweigeschossiger Putzbau mit Schweifgiebel, Zwerchdach und rustiziertem Portal mit Wappen, bezeichnet „1617“, Satteldach (Aktennummer D-4-62-000-410)
Ehemaliges Schlossgut: Traufständiger, zweigeschossiger Sandsteinquaderbau mit Satteldach und rustiziertem Toreingang, 17. Jahrhundert (Aktennummer D-4-62-000-411)